# هشام حافظ
هشام علي حافظ (10 ذو الحجة 1349 هـ/ 28 إبريل 1931 - 28 محرم 1427 هـ / 26 فبراير 2006)، ناشر صحفي وكاتب وإعلامي سعودي. أسس المجموعة السعودية للأبحاث والإعلام والتي كانت تنشر أكثر من 16 صحيفة ومجلة وقت وفاته، وقد كتب عدداً من القصائد والمطبوعات الدورية.

## نشأته
ولد هشام بالمدينة المنورة قبل أن ينشئ أبوه علي حافظ وعمه عثمان حافظ جريدة المدينة سنة 1937. حيث كان هو وأخوه محمد يشتغلون في صحيفة والدهم خلال أوقات الإجازة. درس علوم الاقتصاد والسياسة في جامعة القاهرة وفي نفس الوقت كان يتولى دراسة العلوم العسكرية في الأكاديمية المصرية مكملاً دراسته فيها سنة 1955.
بعد خدمته برتبة ملازم أول في الجيش السعودي، أصبح ضابط في وزارة الشؤون الخارجية السعودية. أصبح المحرر المسؤول لجريدة المدينة سنة 1961 قبل أن يقوم الملك فيصل—بجعل الصحيفة ملكاً للحكومة بدون دفع تعويضات سنة 1963. وقد تم منع هشام حافظ من العمل كصحفي بعد سنتين، فقام بعد ذلك بالرجوع والعمل مع وزارة الخارجية.

## المجموعة السعودية للأبحاث والتسويق
أسس المجموعة السعودية للأبحاث والتسويق (المجموعة السعودية للإبحاث والإعلام حاليا) سنة 1971 مع شقيقه محمد حافظ, وأول إصدار لهم كان صحيفة عرب نيوز, أول صحيفة يومية ناطقة باللغة الإنجليزية في السعودية مع أول إصدار تم نشره سنة 1975. ثم أنشأ جريدة العرب الدولية جريدة الشرق الأوسط سنة 1978. وكانت تنشر الجريدتان على المستويين المحلي والدولي، وجريدة عرب نيوز تنشر حالياً على الإنترنت.

## مؤلفاته
في 1991م قام هشام بنشر أول قصائده القيّمة كلمات بإيقاع أربعة قيم وبذلك الاسم قد نشرة خلال التسعينيات. كتب العديد من الكتب التي تتناول القضايا الدينية، بينما في سنة 2002, كتب كيف الدول تخسر الحصانة مقابل الاستبداد مع الشيخ جودت سعيد والدكتور خالص جالبي.

## وفاته
توفي في 28 محرم 1427 هـ / 26 فبراير 2006 عن عمر يناهز 74 سنة .

## وصلات خارجية
- صفحه هشام حافظ
- خبر الوفاة -- في AME Info